# Любомирский, Антоний Бенедикт
Князь Антоний Бенедикт Любомирский, пол. Antoni Benedykt Lubomirski (ум. 1761) — государственный и военный деятель Речи Посполитой, мечник великий коронный (1754—1761), генерал-майор коронных войск, затем генерал-лейтенант (1753), староста казимежский. Владелец Полонного, Мендзыжеча и Мирополя.

## Биография
Представитель польского княжеского рода Любомирских герб «Шренява». Старший сын воеводы краковского, князя Ежи Доминика Любомирского (ок. 1664—1727), от второго брака с Магдаленой Тарло (ум. 1732). Младший брат — хорунжий великий коронный, князь Франтишек Фердинанд Любомирский (ум. 1771).
Один из сторонников профранцузской республиканской партии. В 1733 году на элекционном сейме поддержал кандидатуру Станислава Лещинского на польский королевский престол. В 1734 году присоединился к Дзиковской конфедерации в качестве консуляра (советника) от Подольского воеводства. Позднее перешел на сторону Августа III Веттина, конкурента Станислава Лещинского.
Неоднократно избирался послом на сеймы. На сейме в 1738 году настаивал на выводе русских войск с территории Речи Посполитой. В 1746 году был избран маршалком сейма. В 1748 году был избран послом от Черской земли на сейм, где выступал за проведение экономических и военных реформ в Речи Посполитой, а также против «liberum veto». В 1753 году получил чин генерал-лейтенанта коронных войск, а в 1754 году был назначен мечником великим коронным.
В 1742 году стал кавалером российского Ордена Святого Александра Невского. 3 августа 1757 года князь Антоний Бенедикт Любомирский был награждён в Варшаве Орденом Белого орла.

## Семья
В 1737 году женился на Анне Софии Ожаровской (ум. 1759), от брака с которой имел сына и дочь:
- Ежи Марцин Любомирский (1738—1811), генерал-майор коронных войск (1757), маршалок Барской конфедерации, генерал-лейтенант коронных войск (1773), шеф пехотного полка (1775)
- Магдалена Агнешка Любомирская (1739—1780), 1-й муж с 1755 года подстолий великий литовский, князь Юзеф Любомирский (ум. 1755), 2-й муж с 1756 года воевода полоцкий и гетман польный литовский Александр Михаил Сапега (1730—1793).